# Le Retour de Monjiro Kogarashi
Pour plus de détails, voir Fiche technique et Distribution.
Le Retour de Monjirō Kogarashi (帰って来た木枯し紋次郎, Kaettekita Kogarashi Monjirō) est un film japonais réalisé par Kon Ichikawa, sorti en 1993. C'est l'adaptation du roman Kogarashi Monjirō de Saho Sasazawa (en). Le film est la suite de la populaire série dramatique télévisée Kogarashi Monjirō.

## Synopsis
Monjirō tombe d'une falaise pendant un combat, il est recueilli et soigné par Denkichi, un bûcheron. Pendant un temps, Monjirō a perdu la mémoire et travaille comme bûcheron. Alors qu'il finit par retrouver la mémoire, Denkichi se blesse gravement et lui demande de ramener son fils, devenu membre d'un clan de yakuza. Monjirō décide de se rendre à Joshu pour accomplir cette mission,.

## Fiche technique
- Titre : Le Retour de Monjirō Kogarashi[3]
- Titre original : 帰って来た木枯し紋次郎 (Kaettekita Kogarashi Monjirō?)
- Réalisation : Kon Ichikawa
- Scénario : Kon Ichikawa, Atsuo Nakamura et Katsuyuki Nakamura d'après le roman Kogarashi Monjirō de Saho Sasazawa (en)
- Photographie : Yukio Isohata
- Montage : Chizuko Osada (ja)
- Décors : Shinobu Muraki (ja)
- Musique : Kensaku Tanikawa (ja)
- Société de production : Fuji Television et C.A.L
- Société de distribution : Tōhō
- Pays d'origine :  Japon
- Langue originale : japonais
- Format : couleur (Eastmancolor) - 35 mm
- Genres : chanbara, film d'aventures, jidai-geki
- Durée : 96 minutes[4] (métrage : six bobines - 2 607 m[4])
- Date de sortie :
  - Japon : 20 novembre 1993[4]

## Distribution
- Atsuo Nakamura : Kogarashi Monjirō
- Ryōko Sakaguchi (ja) : Omachi
- Takeshi Katō : Kiso no Denkichi
- Ittoku Kishibe : Kizaki no Gorozo
- Kyōka Suzuki : Otami
- Kazuhiko Kanayama (ja) : Koheiji
- Akiji Kobayashi : Jubei
- Isao Bitō (ja) : Toranosuke
- Takeo Nakahara : Hachibei
- Renji Ishibashi : Morisuke Asaka
- Shigeru Kōyama : Tomiokaya

## Distinctions
Ittoku Kishibe est nommé pour le prix du meilleur acteur dans un second rôle aux Japan Academy Prize de 1994.